# Jean-Pierre Boyer
Jean-Pierre Boyer, francoski rimskokatoliški duhovnik, škof in kardinal, * 27. julij 1829, Paray le Monial, † 16. december 1896.

## Življenjepis
23. decembra 1854 je prejel duhovniško posvečenje.
12. junija 1878 je bil imenovan za škof pomočnika Clermonta, potrjen je bil 15. julija. Istega dne je bil imenovan za naslovnega škofa Evarie in 24. avgusta istega leta je prejel škofovsko posvečenje. 24. decembra 1879 je nasledil škofovski položaj.
26. novembra 1892 je postal nadškof Bourgesa; potrjen je bil 19. januarja 1893 in ustoličen je bil 14. marca istega leta.
29. novembra 1895 je bil povzdignjen v kardinala in imenovan za kardinal-duhovnika SS. Trinità al Monte Pincio.